# Andrea Röpke
Andrea Röpke (* 1965) ist eine deutsche Politologin und Journalistin mit dem Themenschwerpunkt Rechtsextremismus.

## Tätigkeit
Andrea Röpke publiziert seit Anfang der 1990er Jahre zum Neonazismus und ist insbesondere durch ihre Insider-Reportagen dazu bekannt. Ihre Arbeiten, etwa über Freie Kameradschaften oder die Heimattreue Deutsche Jugend, wurden bisher beispielsweise in den TV-Magazinen Panorama, Fakt oder Spiegel TV sowie in überregionalen Zeitschriften und Magazinen wie dem Spiegel, der Süddeutschen Zeitung, dem Focus oder dem Stern veröffentlicht. Ihre Reportagen sind Teil des Angebots der Bundeszentrale für politische Bildung. Sie schreibt außerdem für die Zeitschrift Der Rechte Rand. Röpke ist Mitglied der Vereinigung der Verfolgten des Naziregimes – Bund der Antifaschistinnen und Antifaschisten.
Anlässlich einer Vorstellung ihres Dokumentarfilms Ferien im Führerbunker stellte sie Untersuchungen zur Erziehung von Kindern durch politisch rechtsextrem eingestellte Eltern vor. Nach der Auflösung der Heimattreuen Deutschen Jugend durch den Bundesminister des Innern Wolfgang Schäuble warnte Röpke davor, die Wirksamkeit des Verbotes überzubewerten.
Im Zuge ihrer Recherchen über die rechtsextreme Szene wurde Andrea Röpke mehrfach tätlich angegriffen, so anlässlich einer Zusammenkunft der Heimattreuen Deutschen Jugend im November 2006 in einem Supermarkt von deren Vorsitzenden Sebastian Räbiger, der dafür wegen gefährlicher Körperverletzung verurteilt wurde. Auf rechtsextremen Internetportalen wurde überdies ein Steckbrief veröffentlicht.
In verschiedenen parlamentarischen Untersuchungsausschüssen zur rechtsextremen Terrorgruppe Nationalsozialistischer Untergrund war Röpke als Sachverständige geladen.

## Affäre um Datenspeicherung durch den Verfassungsschutz Niedersachsen und das Landeskriminalamt Niedersachsen
Am 9. März 2005 trat Röpke auf einer Veranstaltung von Bündnis 90/Die Grünen Bremen auf, bei der der Film Neonazistische Umtriebe in Bremen gezeigt wurde. Ein Bürger erstattete Anzeige gegen die Journalistin, weil sie erklärt haben soll, sie werde „gegen den Faschismus in jeder Form kämpfen“. Die Staatsanwaltschaft Bremen leitete daraufhin wegen des Verdachts der öffentlichen Aufforderung zu Straftaten ein Verfahren ein, das kurze Zeit später eingestellt wurde. Da Röpke ihren Wohnsitz in Niedersachsen hat, leitete das Bremer Landesamt für Verfassungsschutz eine förmliche Polizeimitteilung an den niedersächsischen Verfassungsschutz weiter. Daraufhin legte der Verfassungsschutz Niedersachsen eine Akte über sie an. Niedersachsens Innenminister Boris Pistorius sprach von einer unrechtmäßigen Überwachung. Auf Anfrage von Röpke teilte der Verfassungsschutz im Jahr 2012 mit, dass keine Daten über Röpke gespeichert seien. Tatsächlich wurden die Einträge nach der Anfrage gelöscht. Röpke stellte Strafanzeige wegen des Verdachts der Urkundenunterdrückung. 2014 reichte sie Klage gegen den niedersächsischen Verfassungsschutz beim Verwaltungsgericht Stade ein, um Einsicht aller ihrer Akten zu erzwingen.
2018 erstattete ein Papenburger Ratsherr der Partei AfD über die Onlinewache der Polizei eine Strafanzeige gegen Röpke wegen übler Nachrede in Verbindung mit beleidigenden Inhalten, weil sie ihn in einer Veröffentlichung in der SPD-Parteizeitung Vorwärts im Zusammenhang mit der nationalsozialistischen Vereinigung Nordadler genannt hatte. Das Ermittlungsverfahren wurde von der Staatsanwaltschaft Verden nach § 170 StPO eingestellt, da ein Verfahrenshindernis wegen fehlenden Strafantrags durch den Geschädigten vorlag. Das Landeskriminalamt Niedersachsen speicherte aufgrund der Strafanzeige die Daten von Andrea Röpke in der bundesweiten Verbunddatei INPOL-FALL Innere Sicherheit. Als Röpke 2018 die Löschung ihrer Daten beantragte, wurde dies 2019 vom Landeskriminalamt abgelehnt, weil sie in staatsschutzrechtlichen Verfahren regelmäßig in Erscheinung treten würde. Das Verwaltungsgericht Stade gab der Klage von Röpke mit Urteil vom 28. April 2022 (Az.: 10 A 553/19) statt und stellte fest, dass die Speicherung ebenso rechtswidrig wie die Verweigerung der Löschung der Daten war. Anschließend erklärte das Landeskriminalamt, dass der Behörde Fehler unterlaufen seien, und kündigte eine Prüfung auf mögliche weitere Falschspeicherungen im System an. Die Landtagsfraktion von Bündnis 90/Die Grünen Niedersachsen forderte von Innenminister Boris Pistorius (SPD), die Speicherpraxis des Landeskriminalamtes durch eine externe Kommission und die Landesdatenschutzbeauftragte überprüfen zu lassen.

## Ausschluss von der Berichterstattung über den AfD-Landesparteitag
Auf dem Landesparteitag der AfD Mecklenburg-Vorpommern im Februar 2016 wurde von einem Parteimitglied der Ausschluss Röpkes beantragt und mit einer großen Mehrheit beschlossen. Sie wurde daraufhin von der Berichterstattung über die Versammlung ausgeschlossen. Journalistenverbände kritisierten den Ausschluss als Angriff auf die Pressefreiheit.

## Schriften
- Braune Kameradschaften. Die neuen Netzwerke der militanten Neonazis. Berlin, Ch. Links Verlag 2004, ISBN 3-86153-316-2.
- „Wir erobern die Städte vom Land aus!“ Schwerpunktaktivitäten der NPD und Kameradschaftsszene in Niedersachsen. Braunschweig, Bildungsvereinigung Arbeit und Leben 2005, ISBN 3-932082-15-X.
- „Retterin der weißen Rasse“. Rechtsextreme Frauen zwischen Straßenkampf und Mutterrolle. Braunschweig, Bildungsvereinigung Arbeit und Leben 2006, ISBN 3-932082-17-6.
- Stille Hilfe für braune Kameraden. Das geheime Netzwerk der Alt- und Neonazis. Berlin, Ch. Links Verlag 2002, ISBN 3-86153-231-X / Berlin, Aufbau Taschenbuch Verlag 2006, ISBN 3-7466-7054-3.
- Ferien im Führerbunker. Die neonazistische Kindererziehung der „Heimattreuen Deutschen Jugend (HDJ)“. Braunschweig, Bildungsvereinigung Arbeit und Leben 2007, ISBN 978-3-932082-31-3.
- mit Andreas Speit: Neonazis in Nadelstreifen: Die NPD auf dem Weg in die Mitte der Gesellschaft. Ch. Links Verlag, Berlin 2008, ISBN 978-3-86153-467-9.
- mit Andreas Speit: Mädelsache! Frauen in der Neonazi-Szene. Berlin, Ch. Links Verlag 2011, ISBN 978-3-86153-615-4.
- Braune Kameradin – Frauen in der Neonazi-Szene, Dokumentarfilm auf DVD, Braunschweig, Bildungsvereinigung Arbeit und Leben 2011, ISBN 978-3-932082-45-0.
- mit Andreas Speit (Hrsg.): Blut und Ehre. Geschichte und Gegenwart rechter Gewalt in Deutschland. Berlin 2013, ISBN 978-3-86153-707-6.
- Gefährlich verankert – Rechtsextreme Graswurzelarbeit, Strategien und neue Netzwerke in Mecklenburg-Vorpommern, Schwerin, SPD-Landtagsfraktion MV, ISBN 978-3-00-048292-2.
- 2017 Jahrbuch rechte Gewalt. Chronik des Hasses, Droemer Knaur, München 2017, ISBN 978-3-426-78904-9.
- 2018 Jahrbuch rechte Gewalt. Chronik des Hasses, Droemer Knaur, München 2018, ISBN 978-3-426-78913-1.
- mit Andreas Speit: Völkische Landnahme. Alte Sippen, junge Siedler, rechte Ökos, Berlin, Ch. Links Verlag 2019, ISBN 978-3-86153-986-5.

Online-Publikationen der Bundeszentrale für politische Bildung
- Mitten in der Öffentlichkeit. Journalisten als Opfer. Bundeszentrale für politische Bildung, 15. Dezember 2006
- Wichtig für den Stimmenfang? Oder nur zum Wäschewaschen? Rechte Frauen in der Männerwelt der NPD. Bundeszentrale für politische Bildung, 11. Oktober 2007
- Braune Parallelwelt. Die ideologische Arbeit der HDJ. Bundeszentrale für politische Bildung, 17. Juni 2008
- Im Untergrund, aber nicht allein. Aus Politik und Zeitgeschichte (APuZ 18-19/2012), 30. April 2012

## Auszeichnungen
2005 erhielt sie zusammen mit René Schulthoff den Journalistenpreis des Deutschen Nationalkomitees für Denkmalschutz für ihre buten-un-binnen-Reportage „Gedenkstätten wider Willen“ über das Stammlager bei Sandbostel.
Für das Jahr 2006 wurde sie als „Reporterin des Jahres“ durch das Medium Magazin ausgelobt.
2007 wurde sie gemeinsam mit Anton Maegerle und Thomas Kuban mit dem durch das Netzwerk Recherche gestifteten Leuchtturm-Preis für „besondere publizistische Leistungen“ ausgezeichnet.
Im Oktober 2008 erhielt sie den Otto-Brenner-Preis in der Kategorie Newcomer-/Medienprojekt für ihre Recherchen zum Thema Rechtsextremismus. Ihre Arbeit, so das Urteil der Jury, sei „praktizierter Verfassungsschutz – journalistische Nothilfe für Demokratie und Grundrechte“.
Am 25. April 2009 bekam sie den Preis „Das unerschrockene Wort“ des Bundes der Lutherstädte. Ebenfalls 2009 erhielt Andrea Röpke den Alternativen Medienpreis und am 11. März 2009 als eine der Endrundenteilnehmerinnen der Region Europa den International Women of Courage Award des US-Außenministeriums.
2012 wurde sie von der Branchenzeitschrift Medium Magazin als Journalistin des Jahres 2011 in der Fachkategorie Politik ausgezeichnet. In der Laudatio heißt es: Ihre Hartnäckigkeit und der Mut, für ihre Recherchen immer wieder auch persönliche Gefahren in Kauf zu nehmen, sind ein Vorbild für alle Kollegen.
Der Zentralrat der Juden in Deutschland verlieh ihr 2015 den Paul-Spiegel-Preis für Zivilcourage, im gleichen Jahr erhielt sie auch den Alfred-Müller-Felsenburg-Preis für aufrechte Literatur.